# Sono hanabira ni kuchizuke o
Sono hanabira ni kuchizuke o (その花びらにくちづけを?) è una serie di visual novel yuri ed hentai, poi adattate in merchandising che va dai drama CD, alle light novel agli anime. Creata dal gruppo amatoriale dōjinshi Fuguriya, la sceneggiatura è di Shinichirō Sano, mentre del character design è responsabile Peco.

## Trama
Nella scuola femminile di St. Michael le ragazze intrecciano e coltivano tra loro tempestose storie d'amore. Ogni coppia ha il suo route personale.

## Personaggi

Risa e Miya

Nanami Oda (織田 七海?, Oda Nanami)
Comparsa nei giochi: 1, 6, Michael no Otome-tachi
Una matricola del primo anno che, nonostante la sfortuna la perseguiti, attira le attenzioni di Yuna.
Yūna Matsubara (松原 優菜?, Matsubara Yūna)
Comparsa nei giochi: 1, 2, 3, 6, Michael no Otome-tachi
Studentessa del secondo anno e responsabile del consiglio per la salvaguardia ambientale. Ammirata da tutte le studentesse del St. Michael, Yuna finisce per legarsi esclusivamente a Nanami
Kaede Kitajima (北嶋 楓?, Kitajima Kaede)
Comparsa nei giochi:  2, 3, 4, 5, 6, Michael no Otome-tachi
Studentessa del secondo anno, leggermente nerd. Cugina di Sara, ha una cotta per lei.
Sara Kitajima (北嶋 紗良?, Kitajima Sara)
Comparsa nei giochi:  2, 4, 5, Michael no Otome-tachi
Studentessa e modella famosa all'estero, torna in patria solo per studiare al St.. Michael a fianco della cugina, per la quale nutre segretamente dei sentimenti romantici.
Mai Sawaguchi (沢口 麻衣?, Sawaguchi Mai)
Doppiata da Ayaka Izumi
Comparsa nei giochi:  3, 4, 5, 6, Michael no Otome-tachi
Studentessa del secondo anno, finisce per legarsi a Reo dopo aver scorto il lato sensibile e protettivo della su personalità.
È protagonista dell'anime Sono Hanabira ni Kuchizuke o: Anata to Koibito Tsunagi (その花びらにくちづけを: あなたと恋人つなぎ?) e Sono Hanabira ni Kuchizuke o: Reo x Mai Diaries (その花びらにくちづけを 玲緒麻衣だいありぃ?) assieme alla compagna.
Reo Kawamura (川村 玲緒?, Kawamura Reo)
Doppiata da Hana Anzu
Comparsa nei giochi: 3, 5, Michael no Otome-tachi
Studentessa del secondo anno, ha delle tendenze asociali che la fanno rientrare nello stereotipo del personaggio tsundere. Finisce per innamorarsi di Mai, che la rende più aperta e partecipativa verso la vita dell'istituto.
È protagonista dell'anime Sono Hanabira ni Kuchizuke o: Anata to Koibito Tsunagi (その花びらにくちづけを: あなたと恋人つなぎ?) e Sono Hanabira ni Kuchizuke o: Reo x Mai Diaries (その花びらにくちづけを 玲緒麻衣だいありぃ?) assieme alla compagna.
Risa Azumi (安曇 璃紗?, Azumi Risa)
Capoclasse del primo anno, vive con grande senso di responsabilità la sua carica scolastica. Dal carattere leggermente tsundere, si avvicina alla compagna Miya con la scusa di riprenderla in quanto abituata a saltare le lezioni. Mentendo alla geniale compagna e a se stessa, in realtà Risa è molto attratta da Miya e quando quest'ultima le si dichiara, la capoclasse accetta di buon grado il diventare una coppia dichiarata.
Miya Ayase (綾瀬 美夜?, Ayase Miya)
Geniale e solitaria, Miya viene da una ricca famiglia che non le fa mancare alcun lusso e comfort. Nonostante gli agi e la straordinaria intelligenza, la ragazza preferisce evitare ogni compagnia e trascorre le ore di scuola studiando per conto suo, marinando le lezioni eccetto che nei gironi dei test. Avvicinata dall'irascibile capoclasse, Miya finisce via via per abbandonare la sua maschera di ragazza schiva e comincia a cercare spontaneamente l'amica sino a chiederla ufficialmente come compagna.
Le grandi doti intellettuali la portano a competere, a distanza dato che Miya si mostra ben poco alle regolari ore di lezione, con Yuna.

## Media

### Anime
Ispirata alla serie di videogiochi sono usciti diversi adattamenti anime. Il primo è un ONA,  Sono hanabira ni kuchizuke o: Reo x Mai Diaries (その花びらにくちづけを 玲緒麻衣だいありぃ?) che ha per protagoniste Reo e Mai della terza visual novel. Le stesse protagoniste ritornano nell'OAV Sono hanabira ni kuchizuke o: Anata to koibito tsunagi (その花びらにくちづけを: あなたと恋人つなぎ?), uscito nel 2010.
Nel 2012 è stato lanciata anche una seconda serie ONA, Sono hanabira in kuchizuke o: Risa Miya gekijō (その花びらにくちづけを りさみや劇場?), focalizzata su altre due ragazze dell'istituto St. Michael: Risa e Miya.

#### Sono hanabira ni kuchizuke o
Incentrata sulla vita scolastica quotidiana di Reo e Mai, la serie ONA segue le vicende delle due fidanzate quando Reo, refrattaria ad ogni forma di tecnologia elettronica, decide di comprarsi un telefono cellulare per poter essere sempre in comunicazione con la sua amata Mai.
Dalla scelta del modello a quella del piano tariffario, le due faticano un po' per soddisfare i gusti della raffinata Reo. Una volta risolte tutte le faccende, le due finiscono per scattarsi una foto commemorativa da impostare come salvaschermo sul nuovo acquisto della bionda tsundere.

#### Sono hanabira ni kuchizuke o: Anata to koibito tsunagi
È di fatto un hentai, approfondisce il rapporto tra Reo e Mai.
Reo, ammalatasi di un forte raffreddore, viene curata e seguita dalla compagna Mai che, nonostante la malattia dell'amica finisce per consolarla e curarla dandole ben oltre che baciarla e carezzarla.
Grazie alle attenzioni ricevute, Reo si ristabilisce presto, ma Mai, cade presto ammalata, colpita dallo stesso raffreddore.

#### Sono hanabira ni kuchizuke o: Risa Miya gekijō
La serie si sviluppa intorno alla difficile relazione fra Miya e Risa.
Le due ragazze, infatti, sebbene attratte l'una dall'altra sono come frenate dalle maschere che hanno assunto a scuola: se Miya è ormai la geniale studentessa schiva che preferisce la solitudine alla compagnia delle studentesse del St. Michael, d'altro canto Risa si è ormai assunta con grande senso del dovere il ruolo di capoclasse e questo la obbliga a cercare di riportare a lezione anche la sfuggente Miya.
Le due finiscono via via per diventare sempre più intime e questo porta Miya a dichiarare a Risa di amarla; nonostante l'apparenza tsundere alla fine Risa accetta di diventare la compagna ufficiale, anche se questo la porta ad essere sulla bocca di tutti.